# Elizabeth Rodriguez
Elizabeth Rodriguez (New York, 27 dicembre 1980) è un'attrice statunitense.
È nota per aver interpretato il personaggio di Aleida Diaz nella serie televisiva Orange Is the New Black, per la quale ha vinto tre Screen Actors Guild Award, unitamente al resto del cast della serie. Ha inoltre prestato la voce al personaggio di Rafa Martez, nelle serie animate dell'universo di Star Wars, Star Wars: The Bad Batch e Star Wars: The Clone Wars.

## Biografia
Elizabeth Rodriguez è nata a New York nel 1980, ed è sorella del regista Robert Rodriguez. Si è laureata al Lehman College nel Bronx, e poi ha studiato recitazione con Maggie Flanagan al William Esper Studio. La sua carriera da attrice è iniziata a quattordici anni, quando ha recitato nel film Fresh.
È apparsa poi in alcune serie televisive come The Shield, FlashForward, Devious Maids - Panni sporchi a Beverly Hills, Cold Case - Delitti irrisolti, Law & Order - Unità vittime speciali, E.R. - Medici in prima linea, Oz, Prime Suspect, Squadra emergenza, Six Feet Under e NYPD - New York Police Department. Per i suoi ruoli in spettacoli teatrali ha invece ricevuto una nomination ai Tony Award, ed ha vinto un Outer Critics Circle Award e un Theatre World Award. 
Nel 2006 prende parte al film Miami Vice, tratto dall'omonima serie televisiva, recitando al fianco di Colin Farrell. A partire dal 2013 entra nel cast della serie Orange Is the New Black recitando il ruolo di Aleida Diaz. Nel 2014 prende parte ad alcuni episodi della serie Starz Power ricoprendo la parte di Paz e nel 2015 recita nella prima stagione di Fear the Walking Dead dove interpreta il ruolo di Liza Ortiz.

## Filmografia parziale

### Attrice

#### Cinema
- Bedhead, regia di Robert Rodriguez - cortometraggio (1991)
- Fresh, regia di Boaz Yakin (1994)
- Desperado, regia di Robert Rodriguez (1995)
- Dollari sporchi (Dead Presidents), regia di Albert e Allen Hughes (1995)
- I Think I Do, regia di Brian Sloan (1997)
- Il tempo di decidere (Return to Paradise), regia di Joseph Ruben (1998)
- Golfballs!, regia di Steve Procko (1999)
- Acts of Worship regia di Rosemary Rodriguez (2001)
- Blow, regia di Ted Demme (2001)
- Four Lane Highway, regia di Dylan McCormick (2005)
- Il potere dei sogni (Sueño), regia di Renée Chabria (2005)
- Miami Vice, regia di Michael Mann (2006)
- On Bloody Sunday, regia di Christian Sesma (2007)
- Tracks of Color, regia di Federico Castelluccio - cortometraggio (2007)
- A Line in the Sand, regia di Jeffrey Chernov (2008)
- Jack Goes Boating, regia di Philip Seymour Hoffman (2010)
- Pound of Flesh, regia di Tamar Simon Hoffs (2010)
- All Things Fall Apart, regia di Mario Van Peebles (2011)
- Tio Papi, regia di Fro Rojas (2013)
- Effetti collaterali (Side Effects), regia di Steven Soderbergh (2013)
- Glass Chin, regia di Noah Buschel (2014)
- Take Care, regia di Liz Tuccillo (2014)
- Chi è senza colpa (The Drop), regia di Michaël R. Roskam (2014)
- 11:55, regia di Ben Snyder e Ari Issler (2016)
- Logan: The Wolverine (Logan), regia di James Mangold (2017)
- Skate Kitchen, regia di Crystal Moselle (2018)
- Making Babies , regia di Josh F. Huber (2018)

#### Televisione
- Lifestories: Families in Crisis – serie TV, episodio 1x13 (1994)
- CBS Schoolbreak Special – serie TV, episodio 12x02 (1994)
- New York Undercover – serie TV, 5 episodi (1994-1995)
- Law & Order - I due volti della giustizia (Law & Order) – serie TV, episodi 4x22-6x02-20x07 (1994-2009)
- New York News – serie TV, episodi 1x03-1x04 (1995)
- Terrore a bordo (Inflammable), regia di Peter Werner – film TV (1995)
- NYPD - New York Police Department (NYPD Blue) – serie TV, episodi 2x16-7x21 (1995-2000)
- Oz – serie TV, episodi 1x03-1x04 (1997)
- F/X (F/X - The Illusion) – serie TV, episodio 2x03 (1997)
- Trinity – serie TV, episodi 1x04-1x05 (1998)
- E.R. - Medici in prima linea (ER) – serie TV, episodi 6x08-7x09-8x10 (1999-2001)
- City of Angels – serie TV, episodio 1x06 (2000)
- Just Shoot Me! – serie TV, episodio 5x10 (2001)
- Six Feet Under – serie TV, episodio 1x04 (2001)
- Diagnosis Murder: Without Warning, regia di Christian I. Nyby II – film TV (2002)
- The Shield – serie TV, episodi 1x06-2x01 (2002-2003)
- Squadra emergenza (Third Watch) – serie TV, episodio 4x02 (2002)
- La valle dei pini (All My Children) – serial TV, 56 puntate (2008-2009)
- FlashForward – serie TV, episodio 1x08 (2009)
- Cold Case - Delitti irrisolti (Cold Case) – serie TV, episodio 7x13 (2010)
- Prime Suspect – serie TV, 5 episodi (2011-2012)
- Law & Order - Unità vittime speciali (Law & Order: Special Victims Unit) – serie TV, episodio 13x14 (2012)
- Orange Is the New Black – serie TV, 79 episodi (2013-2019) - Aleida Diaz
- Power – serie TV, 9 episodi (2014-2018)
- Grimm – serie TV, 5 episodi (2014-2015)
- Fear the Walking Dead – serie TV, 7 episodi (2015-2016)
- Devious Maids - Panni sporchi a Beverly Hills (Devious Maids) – serie TV, episodi 4x04-4x05 (2016)
- Chance – serie TV, 8 episodi (2017)
- Shameless - serie TV, 5 episodi (2019-2020)
- Power Book II: Ghost - serie TV, 1x07-3x10 (2020-2023)
- The Good Doctor – serie TV, episodio 4x15 (2021)
- East New York – serie TV, 21 episodi (2022-2023)

### Doppiatrice

#### Cinema
- The Disaster Dreams, regia di Lianne Becker - cortometraggio (2021)

#### Televisione
- Mad - serie animata, episodio 4x17 (2013)
- Star Wars: The Clone Wars - serie animata, 4 episodi (2020) - Rafa Martez
- Star Wars: The Bad Batch - serie animata, episodio 1x06 (2021) - Rafa Martez

#### Videogiochi
- Crisis on the Planet of the Apes VR (2018)

### Produttrice
- Allswell, regia di Ben Snyder (2022)

### Sceneggiatrice
- Allswell, regia di Ben Snyder (2022)

## Riconoscimenti
- Imagen Foundation Award
  - 2013 - Candidatura come miglior attrice cinematografica non protagonista per Tio Papi
- Screen Actors Guild Award
  - 2015 - Miglior cast in una serie commedia per Orange is the New Black (condiviso con altri)
  - 2016 - Miglior cast in una serie commedia per Orange is the New Black (condiviso con altri)
  - 2017 - Miglior cast in una serie commedia per Orange is the New Black (condiviso con altri)
  - 2018 - Candidatura al miglior cast in una serie commedia per Orange is the New Black (condiviso con altri)
- Tribeca Film Festival
  - 2022 - Best Screenplay - U.S. Narrative Feature per Allswell in New York (condiviso con Ben Snyder)

## Doppiatrici italiane
Nelle versioni in italiano delle opere in cui ha recitato, Elizabeth Rodriguez è stata doppiata da:
- Ilaria Stagni in Law & Order - I due volti della giustizia (ep. 6x02)
- Patrizia Burul in The Shield
- Antonella Baldini in Cold Case - Delitti irrisolti
- Claudia Razzi in Devious Maids - Panni sporchi a Beverly Hills
- Daniela D'Angelo in Miami Vice
- Federica De Bortoli in Prime Suspect
- Alessandra Korompay in Orange Is the New Black
- Barbara Villa in Effetti collaterali
- Ilaria Latini in Logan: The Wolverine
- Roberta Greganti in Shameless
- Letizia Scifoni in Power
- Sabrina Duranti in Chance
- Tatiana Dessi in Fear the Walking Dead
- Stella Musy in East New York